# Masséré Touré
Pour les articles homonymes, voir Touré.
Masséré Touré, née le 30 août 1974 à Abidjan, est la secrétaire générale de la Présidence de la République de Côte d'Ivoire depuis décembre 2023.

## Biographie
Diplômée de l'ICN Business School de Nancy (France) où elle a obtenu un Diplôme d'études supérieures spécialisées (DESS) en marketing et gestion commerciale des produits en 1998, Masséré Touré est aussi titulaire d’une maitrise en langues et affaires internationales de l’université de Clermont-Ferrand (France).

### Carrière professionnelle
En 1999, elle commence sa carrière au sein de la régie publicitaire centrale du groupe de presse Jeune Afrique, à Paris, en qualité de cheffe de publicité puis elle occupe le poste de cheffe de produit presse chargée du développement et de la gestion des marques Jeune Afrique et AM-Afrique Magazine.
En 2006, elle retourne en Côte d’Ivoire pour participer à la campagne électorale du président Alassane Ouattara, à l’élection présidentielle de 2010.
Elle rejoint ensuite l'administration publique ivoirienne où elle exerce successivement les fonctions de conseiller en communication du président de la République de 2010 à 2015 puis de conseiller spécial-directrice de la communication de la présidence de la République en juillet 2018,.
En janvier 2022, Masséré Touré est nommée secrétaire générale adjointe de la présidence ivoirienne. En décembre 2023, elle devient secrétaire générale de la présidence de la république, et remplace Abdourahmane Cissé.

## Famille
Nièce du président de la République de Côte d'Ivoire Alassane Ouattara, Masséré Touré, mère d'un enfant, est l'épouse de Bruno Koné, ministre de la Construction, du Logement et de l'Urbanisme,,.

## Politique
Masséré Touré-Koné est membre du Rassemblement des houphouëtistes pour la démocratie et la paix (RHDP) dont elle est la directrice centrale de campagne chargée de la communication (DCCCOM) du candidat à l'élection présidentielle de 2015,.

## Distinctions
Officier de l’ordre national ivoirien, Masséré Touré-Koné a été promue au grade d'ambassadeur en janvier 2019,,. Elle est membre du conseil d'administration de la fondation « Ellen Johnson Sirleaf Presidential Center for Woman and Development ». Elle est aussi membre du conseil de la commission d'accès à l'information et à la documentation publique.
Masséré Touré-Koné est classée 16e en 2016 et 12e en 2018 parmi les 100 personnalités influentes de Côte d'Ivoire selon l'association des conseils en lobbying et affaires publiques de Côte d'Ivoire,.